# William Strutt
William Strutt, född 1756, död 1830, var en brittisk företagare inom textilindustrin, den äldste sonen till Jedediah Strutt som grundade familjens företag i Belper nära Derby. 
Jedediahs tre söner delade ansvaret för verksamheten mellan sig. George, som bodde i Belper, var chef för bruket, medan William och Joseph ansvarade för tekniska och kommersiella funktioner. William och hans bröder var kända för sina liberala åsikter, och sitt stöd för tolerans och humanitet. Strutts fabriker är historiskt värdefulla, och nu finns en del av Derwent Valley Mills på Unescos världsarvslista. Ett Visitor Center för världsarv finns i Strutts fabriker.
William Strutt fick inte mycket utbildning, men han blev expert på brandsäkra byggnader, värmesystem med hetluft och på utformningen av sjukhus. Familjens North Mill hade brunnit ner, och den nya fabriken (1804) var en av de tidigaste brandsäkra byggnaderna och en av de äldsta som fortfarande finns kvar. Den första "brandsäkra fabriken" var William Strutts Derby bomullsspinneri från 1792. Därefter delade William sina idéer om metoder för brandsäker byggnad med Charles Bage. Sedan byggde Charles Ditherington ett linspinneri med gjutjärnsstruktur år 1796. Familjen Strutt tillämpade dessa principer i sina fabriker i Derby och sedan i Belper. Risken för brand kunde vara stor, eftersom fibrer och damm kan vara självantändande.
William Strutt brevväxlade också med forskare som sysslade med matematiska, teoretiska och praktiska problem. Charles Bage var Williams barndomsvän, och Samuel Taylor Coleridge och Robert Southey besökte honom i Derby. William blev vän med Erasmus Darwin, och genom honom lärde han sig känna medlemmar i Lunar Society, som Matthew Boulton, James Watt, William Small, Joseph Priestley och Josiah Wedgewood.